# Альбертранди, Ян Баптист
Ян Баптист Альбертранди (пол. Jan Chrzciciel Albertrandi, итал. Giambattista Albertrandi) — польский историк, сын переселившегося в Польшу итальянца.

## Биография
Ян Баптист Альбертранди родился 7 декабря 1731 года в Варшаве. Был двоюродным братом художника Антони Альбертранди.
Получил в иезуитской школе заботливое воспитание; с 19-летнего возраста был профессором - сначала в Пултусской коллегии, затем в Плоцке, в Несвиже и в Вильно.
Некоторое время состоял библиотекарем библиотеки Залуского в Варшаве; затем примас Владислав Лубенский поручил ему воспитание своего внука Феликса и вместе с тем государственные дела.
После смерти примаса Альбертранди отправился с воспитанником в Сиену, где вышел из иезуитского ордена и сделался светским священником.
Он посетил  Рим и возвратился в Варшаву с богатыми собраниями. Станислав Август назначил его своим лектором и поручил надзор за своею частною библиотекою. Чтобы пополнить пробелы этой библиотеки по отношению к польской истории,Альбертрандин работал с 1782—85 гг. в итальянских библиотеках, для чего Станислав Август выхлопотал ему назначение в сан епископа Зенопольского.
Затем он путешествовал ещё для пополнения своих собраний в Стокгольм и Уппсалу. После отречения короля Альбертранди почти терпел недостаток.
Благодаря его стараниям образовалось в 1800 году «Общество друзей наук», избравшее его своим председателем.
Часть рукописей Альбертранди была куплена Чацким для библиотеки Кременецкого лицея на Волыни.
Умер 10 августа 1808 года.